# Leytonstone (Metropolitano de Londres)
Leytonstone é uma estação metroviária do Metropolitano de Londres localizada na Central line em Leytonstone, no limite das Zonas 3 e 4. Em direção ao Centro de Londres a próxima estação é Leyton, indo a leste de Leytonstone, a linha se divide em dois ramais. Na rota direta para Woodford e Epping a próxima estação é Snaresbrook, e no circuito de Hainault é Wanstead. A estação fica perto do Whipps Cross University Hospital.
A estação foi inaugurada em 22 de agosto de 1856. Em 2007 a estação teve um movimento de 9,445 milhões de passageiros.
A estação foi servida pela primeira vez pela linha Central em 5 de maio de 1947, quando se tornou o terminal temporário da linha, os passageiros mudando para o serviço a vapor para Epping. Isso cessou em 14 de dezembro de 1947 com a extensão dos serviços subterrâneos para Woodford e Newbury Park.